# Kenneth Huszagh
Kenneth Arthur "Ken" Huszagh (ur. 3 września 1891 w Chicago, zm. 11 stycznia 1950 w Delray Beach) – amerykański pływak z początków XX wieku, medalista igrzysk olimpijskich.
Huszagh wystartował na igrzyskach olimpijskich tylko raz, na igrzyskach w Sztokholmie w 1912 roku. Wystartował tam w dwóch konkurencjach: na dystansie 100 m stylem dowolnym czasem 1:05,60 wywalczył brązowy medal. W drugiej konkurencji, męskiej sztafecie 4 × 200 m stylem dowolnym, wraz z Perrym McGillivray, Harrym Hebnerem oraz Dukiem Kahanamoku zdobył srebro, w finale ulegając jedynie rekordzistom świata, ekipie Australazji.
Po zakończeniu kariery sportowej pracował w firmie American Mineral Spirits Co. w Nowym Jorku.